# Robert D. Carey

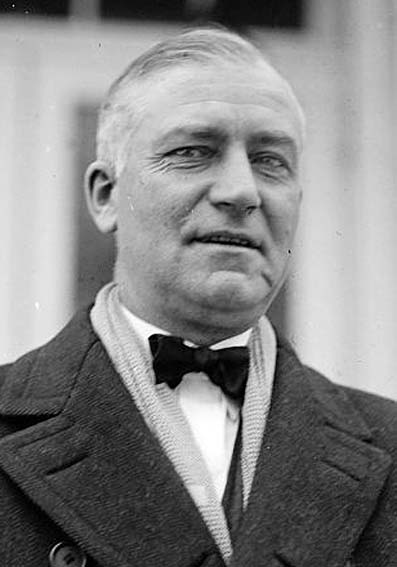
Robert D. Carey (1925)

Robert Davis Carey (* 12. August 1878 in Cheyenne, Wyoming; † 17. Januar 1937 ebenda) war ein US-amerikanischer Politiker (Republikanische Partei), der von 1919 bis 1923 als elfter Gouverneur des Bundesstaats Wyoming amtierte und diesen von 1930 bis 1937 im US-Senat vertrat.

## Frühe Jahre und politischer Aufstieg
Robert Carey, Sohn des früheren Gouverneurs und US-Senators Joseph Maull Carey, wurde in Cheyenne geboren. Er graduierte an der Hill School in Pottstown, Pennsylvania und der Yale University. 1912 wechselte er von der Republikanischen Partei zur Progressiven Partei und war 1916 ein Delegierter bei der Progressive National Convention. Allerdings kehrte er einige Zeit später zu den Republikanern zurück, die ihn 1918 für das Amt des Gouverneurs von Wyoming nominierten, was auch half, die Kluft zwischen den Republikanern und den Progressisten zu schließen.

## Gouverneur von Wyoming
Er bekleidete das Amt des Gouverneurs vom 6. Januar 1919 bis zum 1. Januar 1923. Während seiner Amtszeit eröffnete er das staatliche Highwaysystem und stellte den ersten Exekutivetat. Ferner wollte er eine Einkommensteuer und einen Achtstundentag für Frauen einführen; jedoch wurde beides von der Wyoming Legislature abgelehnt. Er führte auch das State Board of Immigration wieder ein, um die Besiedlung Wyomings zu fördern. Dabei wurden beinahe 10 Millionen Acre Land unter den Homestead Laws über die nächste Dekade bereitgestellt. Carey wurde 1922 bei seinem Wiederwahlversuch in der republikanischen Primary besiegt.

## US-Senator
Dann wurde er 1930 in den US-Senat gewählt. In seiner dortigen Position stellte er sich gegen den New Deal von US-Präsident Franklin D. Roosevelt, unterstützte hohe Schutzzölle und befürwortete weniger bundesstaatliche Kontrolle über die westlichen Gebiete. Bei seinem Wiederwahlversuch in den Senat 1936 wurde er durch den Demokraten Henry H. Schwartz besiegt, wobei dieser einen Erdrutschsieg einfuhr.